# آگارو
آگارو (به لاتین: Agaro) یک منطقهٔ مسکونی در اتیوپی است. آگارو ۲۵٬۴۵۸ نفر جمعیت دارد و ۱٬۵۶۰ متر بالاتر از سطح دریا واقع شده‌است.